# زنجیرآباد (میاندوآب)
زنجیرآباد، روستایی در دهستان مرحمت‌آباد بخش گوگ تپه شهرستان میاندوآب در استان آذربایجان غربی ایران است. این روستا، مرکز دهستان مرحمت‌آباد است.
این روستا در فاصله ۱۳ کیلومتری از شهر میاندوآب قرار دارد.

## جمعیت
بر پایه سرشماری عمومی نفوس و مسکن در سال ۱۳۹۵، جمعیت این روستا برابر با ۵۸۷ نفر (۱۹۵ خانوار) بوده است.